# Montgomeryville
Montgomeryville – miasto w północno-wschodnich Stanach Zjednoczonych, w stanie Pensylwania, w hrabstwie Montgomery Populacja w 2000 roku wyniosła 12031 osób.